# José Maria de Cerqueira Vale
José Maria de Cerqueira Vale, primeiro e único barão de Santa Mafalda (c.1819 — Juiz de Fora, 4 de janeiro de 1904), foi um fazendeiro e político brasileiro, chefe do Partido Liberal.
Filho do coronel Manoel do Vale Amado e de Bernardina de Cerqueira do Vale Amado, era irmão de Amélia Cerqueira do Vale Amado, baronesa consorte de São João Nepomuceno, casada com Pedro de Alcântara de Cerqueira Leite, barão de São João Nepomuceno, tio de ambos.
Foi agraciado barão por decreto de 13 de setembro de 1876.
Foi sepultado no Cemitério da Rocinha da Negra, que fica num local relativamente isolado na zona rural de Simão Pereira - MG.